# Farigia magniplaga
Farigia magniplaga är en fjärilsart som beskrevs av William Schaus 1906. Farigia magniplaga ingår i släktet Farigia och familjen tandspinnare. Inga underarter finns listade i Catalogue of Life.